# 劇団ノーミーツ
劇団ノーミーツとは、日本の劇団である。主宰は広屋佑規、林健太郎、小御門優一郎。2020年4月9日結成。「NO密で濃密なひとときを。」をテーマに、稽古から上演まで一度も会わずに活動しており、「フルリモート劇団」を名乗っている。
2021年10月にリブランディングを行いストーリーレーベル「ノーミーツ」へと改名した。

## 概要
没入型ライブエンターテインメントカンパニー「Out Of Theater」代表であり、主宰の一人である広屋が、新型コロナウイルスの影響により予定していた企画がすべて中止・延期となったことを受け、インターネット会議システム・Zoomを活用して自宅でできる演劇を発案。映画プロデューサーの林健太郎、脚本家の小御門優一郎に声をかけ実現。2020年4月5日に会議を行い、4月9日には「ZOOM飲みしてたら怪奇現象起きた...」というテキストと共にTwitter上に動画を公開し、1.8万いいねを集めた。
2020年4月23日に、旗揚げ公演となる有料チケット制の第1回長編作品「門外不出モラトリアム」を、5月23日より上映することを発表した。2日間で4公演および再演を含め、5,000人以上が生配信を視聴した。
2020年6月12日に、第2回長編作品となる「むこうのくに」を、2020年7月23日より上演することを発表した。
2020年9月14日に、広屋が代表取締役となって株式会社Meetsを立ち上げた。
2020年11月16日に、株式会社Meetsが、オンライン劇場「ZA」を11月25日にグランドオープンすることを発表した。
2020年11月27日に、第3回長編作品となる「それでも笑えれば」を、2020年12月26日よりオンライン劇場「ZA」のこけら落とし公演として上演することを発表した。

## 上演作品
| 次数      | 公演タイトル         | 公演年         | 備考 |
| --------- | -------------------- | -------------- | --- |
| 第1回公演 | 門外不出モラトリアム | 2020年5月23日  | 旗揚げ公演。「もしもこの生活が、あと4年続いたら。」をキャッチコピーに、Zoom上で展開される演劇作品。入学から卒業まで一度も会わずに過ごした5人の大学生を描いた。                                                                                         |
| 第2回公演 | むこうのくに         | 2020年7月23日  | 「世界はひとつになった。はずだった。」をキャッチコピーに、AIの友達を探す主人公・マナブの成長物語を架空のSNS「Helvetica」を舞台に描いた。劇伴をパソコン音楽クラブ、主題歌をYOASOBIが担当。                                                              |
| 第3回公演 | それでも笑えれば     | 2020年12月26日 | 人生の"選択"をテーマにした2020年を締めくくる物語をテーマに、女性お笑いコンビの2020年の出来事を描く。観客の選択が物語の行末を左右する”観客選択式演劇”という形式で、オンライン劇場「ZA」のこけら落とし公演として上演。劇伴をodol、主題歌を羊文学が担当。 |

## メンバー
主宰（代表）
- 広屋佑規（旗揚げメンバー：企画・プロデュース）※株式会社Meets 代表取締役・プロデューサー
- 林健太郎（旗揚げメンバー：企画・プロデュース）
- 小御門優一郎（旗揚げメンバー：脚本・演出）※株式会社Meets 脚本家・演出家

メンバー
- 菅波和也（旗揚げメンバー：制作・プロデュース）※株式会社Meets プロデューサー
- 梅田ゆりか（旗揚げメンバー：プロデューサー・舞台監督）※株式会社Meets プロデューサー
- 岩崎裕介（作家・演出家）
- オツハタ（俳優）
- 目黒水海（デザイナー・宣伝美術）
- 鈴木健太（クリエイティブディレクター）
- 小野寺正人（企画・宣伝）
- オギユカ（広報）
- 藤原遼（テクニカルディレクター）※株式会社Meets 人事・テクニカルディレクター
- 藤木良祐（デザインエンジニア・プランナー）
- 林大智（撮影・照明）
- 上原丈弥（コーポレート）
- 水落大（テクニカルアートディレクター）
- 佐藤瑞葉（広報）
- 岐阜健太（テクニカルディレクター・ハードウェアエンジニア）
- 松永夏紀（テクニカルディレクター・ハードウェアエンジニア）
- 中村加奈（クリエイティブマネージャー）
- 町田知世（コーポレート）
- 上谷圭吾（俳優）

## 受賞
- 2020 60th ACC TOKYO CREATIVITY AWARDS クリエイティブイノベーション部門 ACCゴールド（2020年）